# Manoir du Vaubenard
Le manoir du Vaubenard, aussi appelé ferme de Vaubenard, est un édifice situé à Caen, dans le département français du Calvados, en France. Il est inscrit au titre des Monuments historiques.

## Localisation
Le monument est situé rue de la Masse, plus précisément au numéro 14, à l'intérieur de l'enceinte de l'hôpital Clemenceau, à proximité du parc de l'ancienne abbaye aux Dames (parc Michel-d'Ornano).

## Historique
Un édifice a sans doute existé ici dès le XVe siècle.
La construction de l'édifice actuel est datée de la seconde moitié du XVIe siècle et de la première moitié du XVIIe siècle.
La famille de Bernières, noblesse influente de la ville, possède le manoir aux XVIIe siècle-XVIIIe siècle. Le dernier descendant des Bernières, le colonel de Bernières-Louvigny, vendit la ferme en 1778 aux Bénédictines de Notre-Dame de Bon-Secours. Le domaine est alors composé d'un manoir, d'une cour, d'un jardin et d'une fuie à pigeons. D'une superficie de 16 acres, il est entouré de murailles en partie en ruines.
L'hôpital Clemenceau est bâti dans le Clos de Vaubenard en 1908. Les dépendances du manoir sont alors détruites,. Le corps de logis principal est alors utilisé comme buanderie.
Les façades et les toitures sont inscrits au titre des Monuments historiques depuis le 12 juillet 1973.
À la fin des années 2010, il est décidé de mettre en valeur l'édifice.
La plupart des bâtiments du centre hospitalier Clemenceau sont désaffectés dans la première partie du XXIe siècle. Au début des années 2020, le site fait l'objet d'une importante opération d'urbanisme. Dans ce cadre, l'ancien manoir est vendu au groupement de promoteurs immobiliers Sotrim, Pozzo et Flaviae afin d'y aménager deux à trois logements.

## Architecture
L'édifice est en pierre de Caen et colombage.
Le manoir possède une tourelle pentagonale.
Sur la lucarne donnant dans la cour, on lit la devise suivante : « EN TON PÉRIL PRIE ».

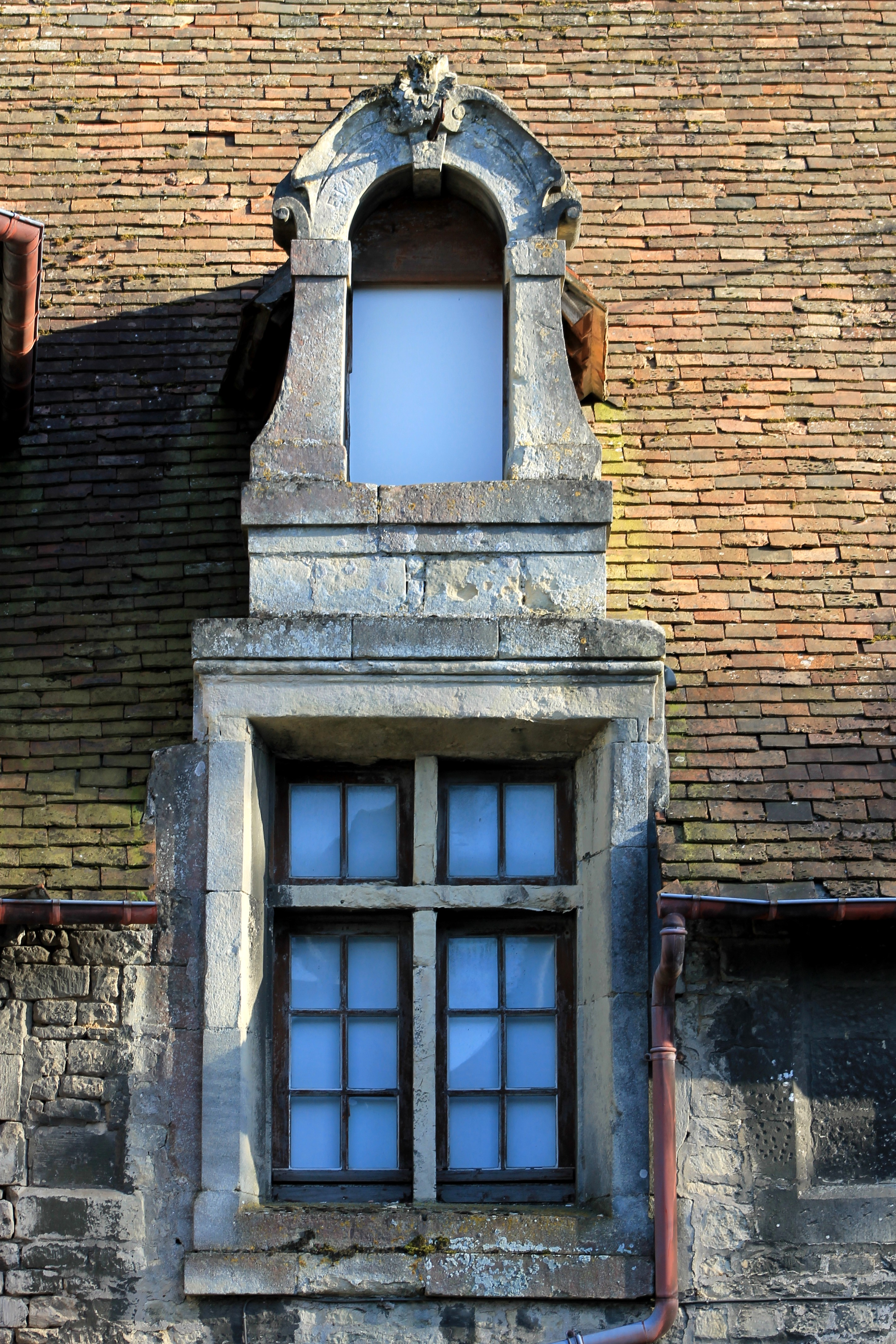
Lucarne sur cour avec l'inscription « EN TON PERIL PRIE ».
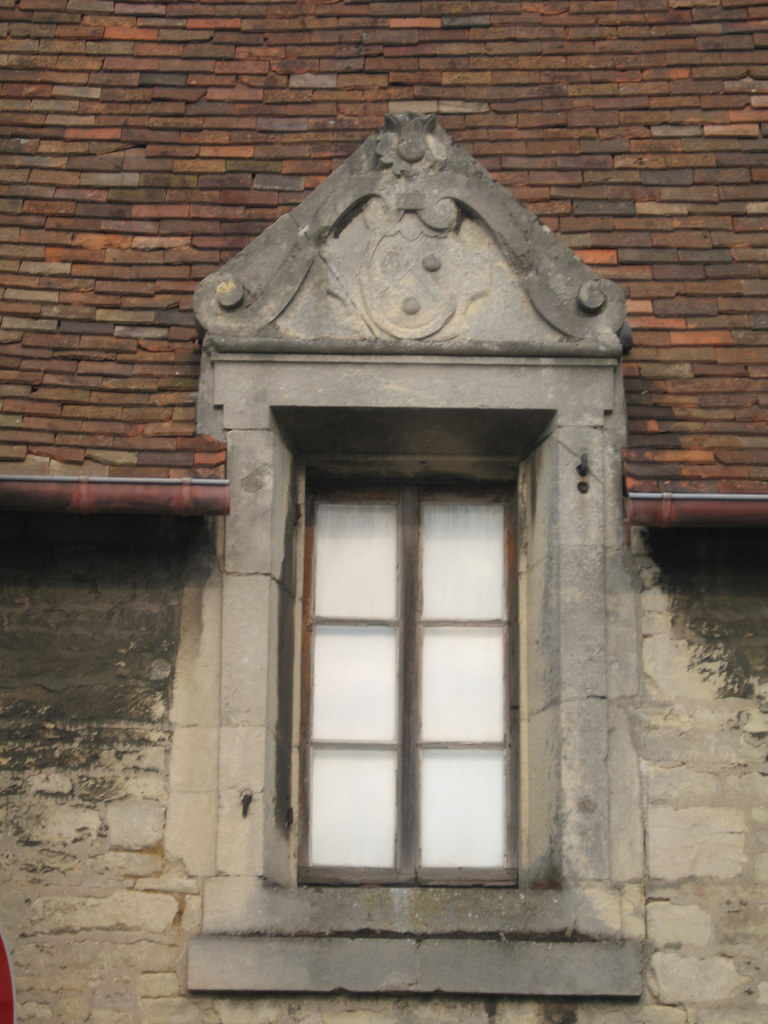
Lucarne avec armoiries.